# 南汇路
南匯路是位於中國上海市靜安區南京西路與北京西路之間的一條道路。道路全长233米。途經梅龍镇广场。
1932年，當局已經設計该路。1936年陆地测量总局编的地图上有這條路，當時路名為麦吉司梯克路（Majestic Road）。由於大華飯店在附近，又得名大华路，1943年改名南匯路，路名來自南匯縣。